# Holoplagia brauni
Holoplagia brauni är en tvåvingeart som beskrevs av Speiser 1920. Holoplagia brauni ingår i släktet Holoplagia och familjen dyngmyggor. Inga underarter finns listade i Catalogue of Life.